# Santa Vittoria in Matenano
Santa Vittoria in Matenano è un comune italiano di 1 134 abitanti della provincia di Fermo nelle Marche.
Il comune fa parte del circondario amministrativo montano di Amandola della provincia di Fermo, comprendente oltre al capoluogo circondariale, anche i comuni preappenninici di Montefalcone Appennino, Montefortino, Montelparo, Smerillo.

## Storia
Santa Vittoria fu fondata intorno all'898 dai monaci dall'Abbazia di Farfa. Questa abbazia, protetta dell'Imperatore Carlo Magno, nel periodo di suo massimo splendore controllava gran parte dell'Italia Centrale, ma, a seguito della decadenza dell'Impero Carolingio, venne assediata dai Saraceni. Dopo sette anni di assedio, l'abbazia venne alla fine abbandonata dai monaci che, divisi in tre gruppi e sotto la guida dell'abate Pietro I, si diressero una parte verso il monastero di S. Ippolito e S. Giovanni in Silva presso Santa Vittoria in Matenano, una seconda parte verso Rieti, dove vennero trucidati dai Saraceni, ed infine verso Roma, da dove l'abate Ratfredo ricondusse i monaci a Farfa al termine del saccheggio, culminato con l'incendio dell'abbazia.
Per migliorare la sicurezza di Santa Vittoria, l'abate Pietro I fece costruire un torrione fortificato ed una chiesa sul vicino Monte Matenano; il 20 giugno 934 il suo successore, l'abate Ratfredo vi fece trasportare il corpo di Santa Vittoria, martire cristiana del III secolo appartenente ad una nobile famiglia romana.
Nella seconda metà del XIII secolo Santa Vittoria divenne sede del Presidiato Farfense, con giurisdizione su gran parte delle attuali province di Macerata, Fermo e Ascoli Piceno. Tra il 1235 ed il 1238 fu costruita la torre dell'abate Odorisio e nei suoi pressi fu costruito anche il Palazzo Comunale (oggi sede del Teatro del Leone),  nel 1771 il monastero farfense venne definitivamente demolito per i danni provocati dalle intemperie e dai terremoti.
Nel 1406 Santa Vittoria ebbe un suo statuto, documento attualmente custodito nell'archivio comunale. Santa Vittoria fu un centro artistico e letterario e dalla sua abbazia proviene il Ritmo di Sant'Alessio, uno dei più antichi documenti in volgare esistenti, attualmente conservato nella biblioteca di Ascoli Piceno.

## Monumenti e luoghi d'interesse
Il centro storico del paese conserva l'antico tracciato medioevale e le caratteristiche costruzioni in mattoni. Nel corso principale (l'antica via Perticaria), alla quale si accede attraversando l'arco sotto la Torre Civica dell'Abate Odorisio del 1234, si possono ancora ammirare alcuni degli antichi palazzi gentilizi del 1500 come il Palazzo Melis, Palazzo Conti della Torre, Palazzo Sepe-Monti e la chiesa di Sant'Agostino. 
Tra gli altri monumenti degni di nota, vi è il Monastero delle Benedettine che ha origini antichissime, con la annessa Chiesa di Santa Caterina.
Dell'antico monastero farfense, sulla vetta del Monte Matenano si conserva il complesso della Chiesa della Resurrezione ("Cappellone") con all'interno una cappellina detta "Cappellina degli Innocenti" (costruzione gotica del 1368), affrescata probabilmente dal noto pittore Giacomo da Campli e dal suo allievo monaco-pittore fra Marino Angeli da Santa Vittoria nella seconda metà del secolo XIV. 
Subito sotto vi è la settecentesca Chiesa di Santa Vittoria, che ospita nella cripta l'arca marmorea contenente i resti della Santa Patrona.

## Società

### Evoluzione demografica
Abitanti censiti

## Amministrazione
| Periodo           | Periodo           | Primo cittadino        | Partito                      | Carica                  | Note        |
| ----------------- | ----------------- | ---------------------- | ---------------------------- | ----------------------- | ----------- |
| 17 giugno 1985    | 2 giugno 1990     | Francesco Mancini      | Democrazia Cristiana         | Sindaco                 | [ 6 ]       |
| 2 giugno 1990     | 24 aprile 1995    | Francesco Mancini      | Democrazia Cristiana         | Sindaco                 | [ 6 ]       |
| 24 aprile 1995    | 14 giugno 1999    | Francesco Mancini      | Centro                       | Sindaco                 | [ 6 ]       |
| 14 giugno 1999    | 14 giugno 2004    | Francesco Mancini      | Lista civica                 | Sindaco                 | [ 6 ]       |
| 14 giugno 2004    | 7 giugno 2009     | Carlo Maria Pettinelli | Lista civica                 | Sindaco                 | [ 6 ]       |
| 8 giugno 2009     | 26 maggio 2014    | Carlo Maria Pettinelli | Lista civica                 | Sindaco                 | [ 6 ]       |
| 26 maggio 2014    | 19 gennaio 2015   | Fabiola Di Flavio      | Lista civica Paese nostro    | Sindaco                 | [ 6 ] [ 7 ] |
| 19 gennaio 2015   | 31 maggio 2015    | Maurizio Ianieri       |                              | Commissario prefettizio | [ 6 ]       |
| 1º giugno 2015    | 22 settembre 2020 | Fabrizio Vergari       | Lista civica Futuro matenano | Sindaco                 | [ 6 ]       |
| 22 settembre 2020 | in carica         | Fabrizio Vergari       | Lista civica Futuro matenano | Sindaco                 | [ 6 ] [ 8 ] |

### Gemellaggi
Santa Vittoria in Matenano è gemellata con:
- Zvenigorod
- Mqabba
- Provincia di Rieti
- Monteleone Sabino
- Fara in Sabina
- La Ferté-Saint-Aubin
- Spongano

## Sport

### Calcio a 11
La squadra di calcio a 11 locale, la Nuova Matenana arrivata a giocare nel campionato di Seconda Categoria oggi non è più iscritta ai tornei FIGC.

## Galleria d'immagini

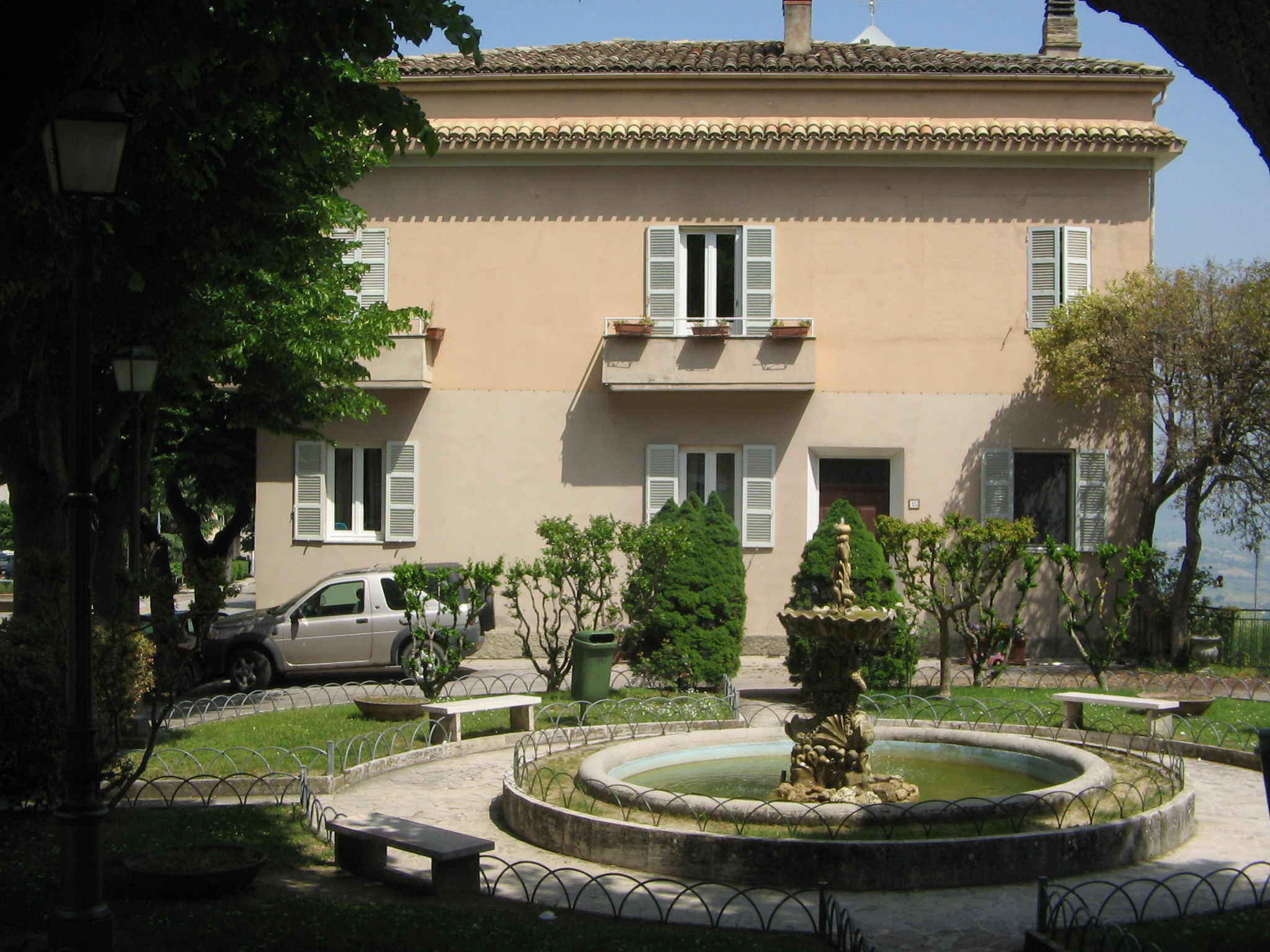
Piazza della Repubblica - Giardini
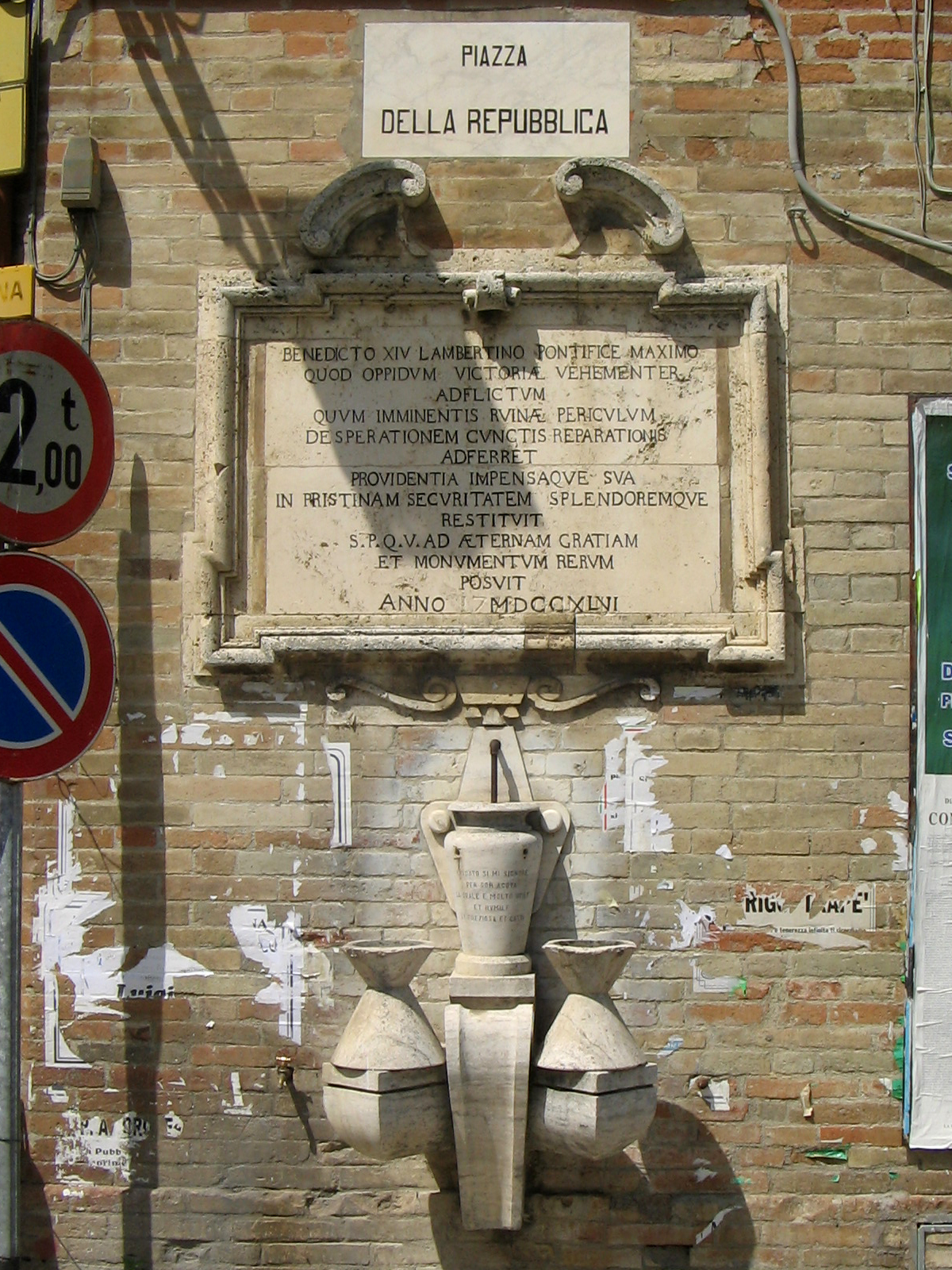
Piazza della Repubblica - Fontana
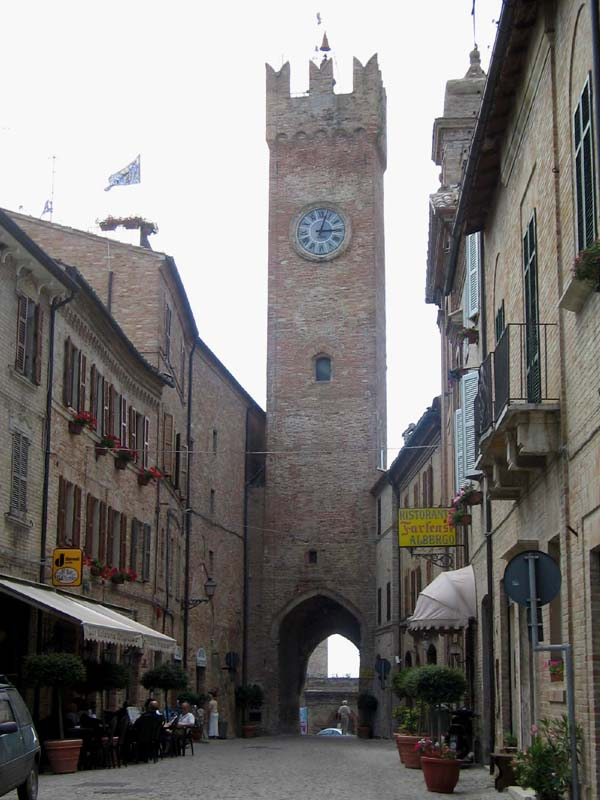
Torre dell'Abate Odorisio
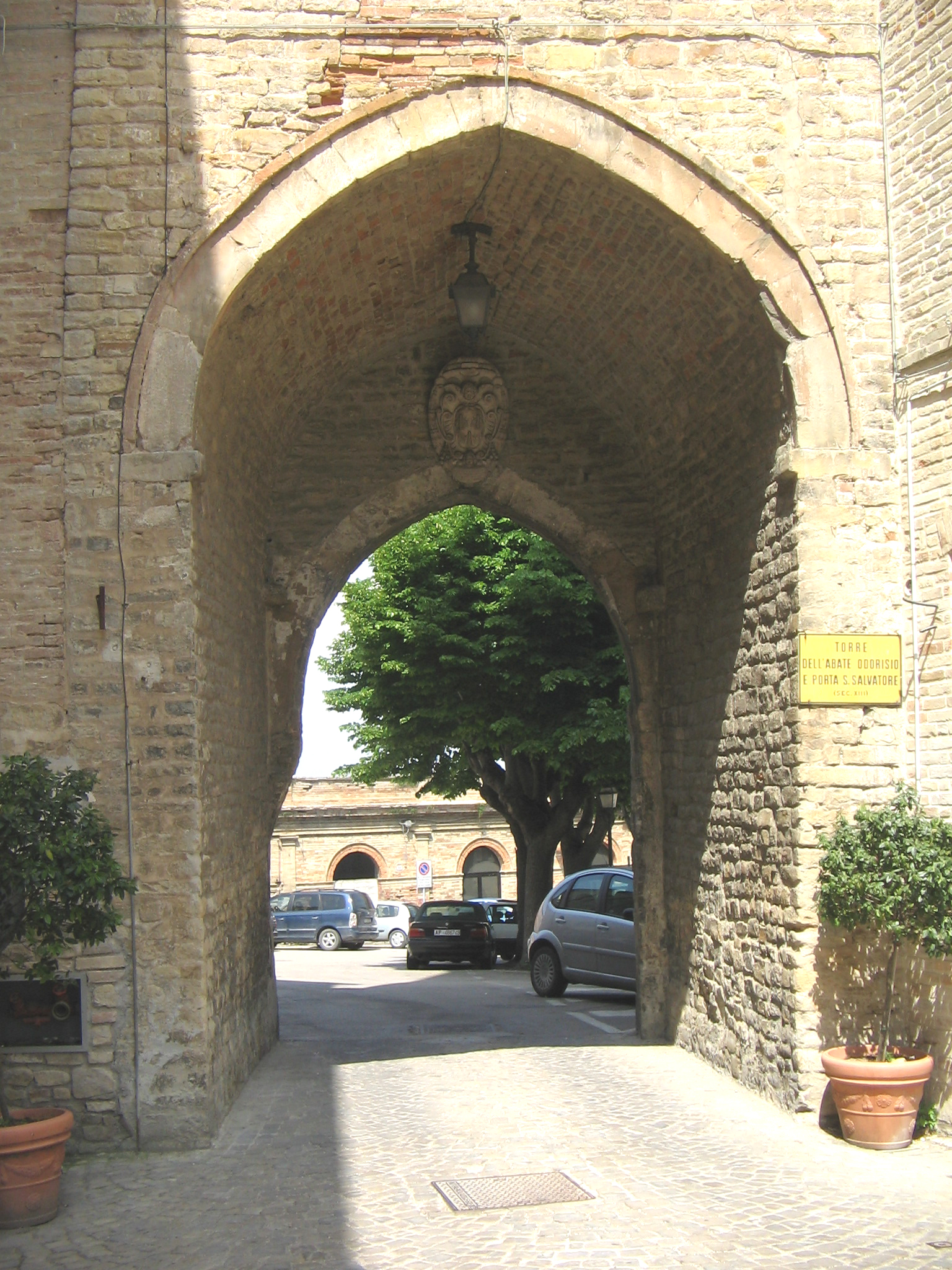
Porta San Salvatore
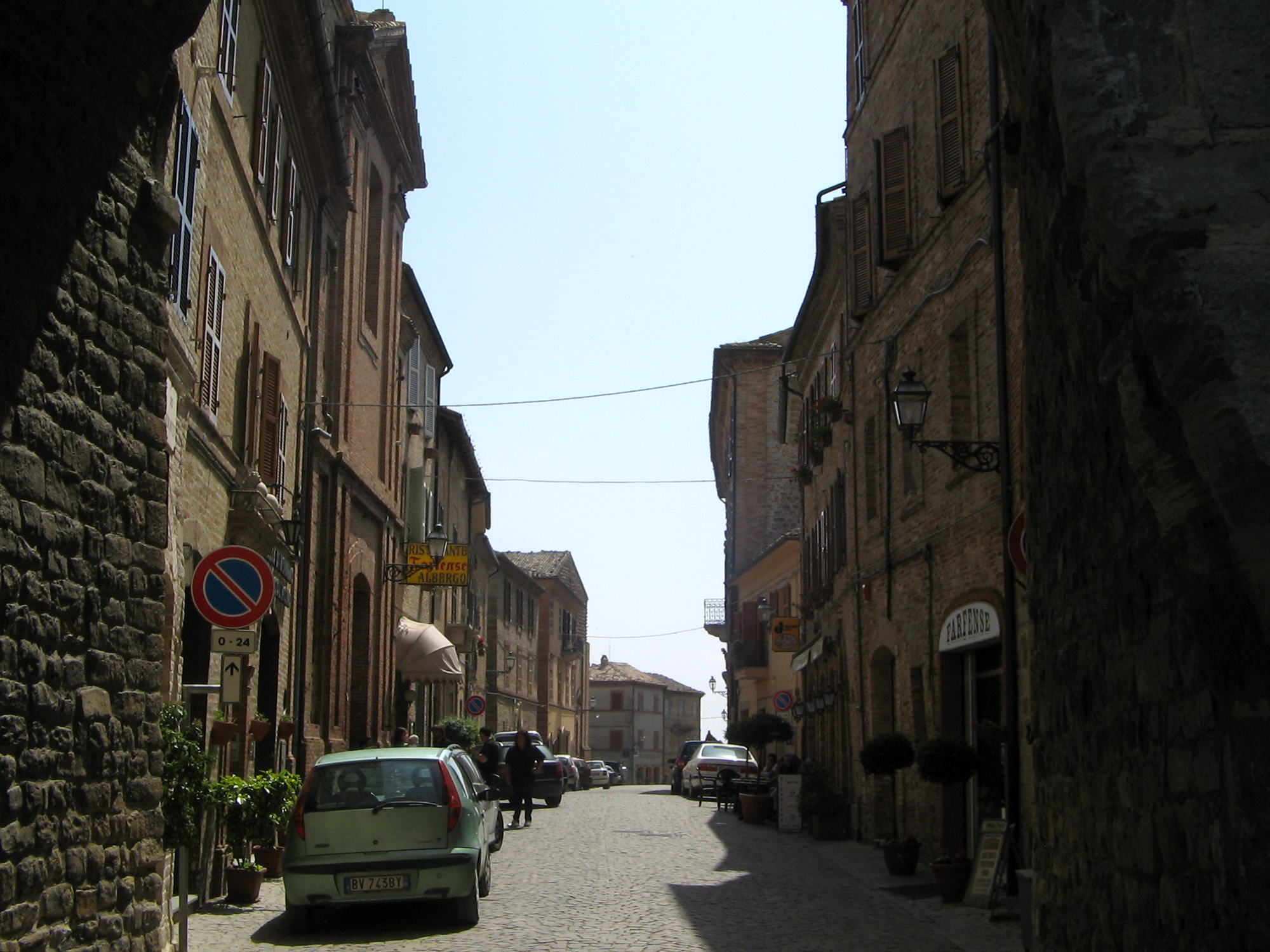
Corso Matteotti
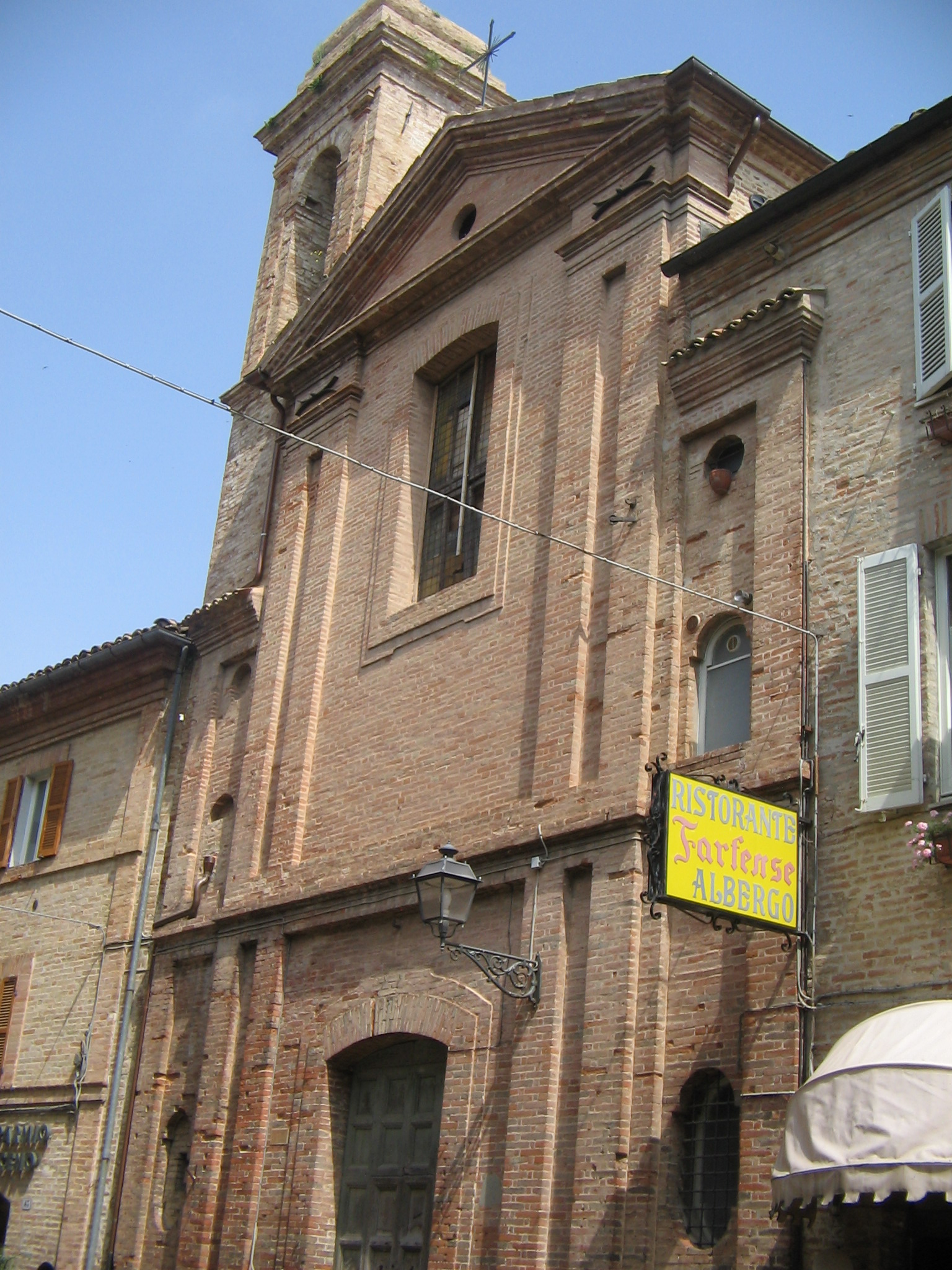
Chiesa di S. Maria della Pace
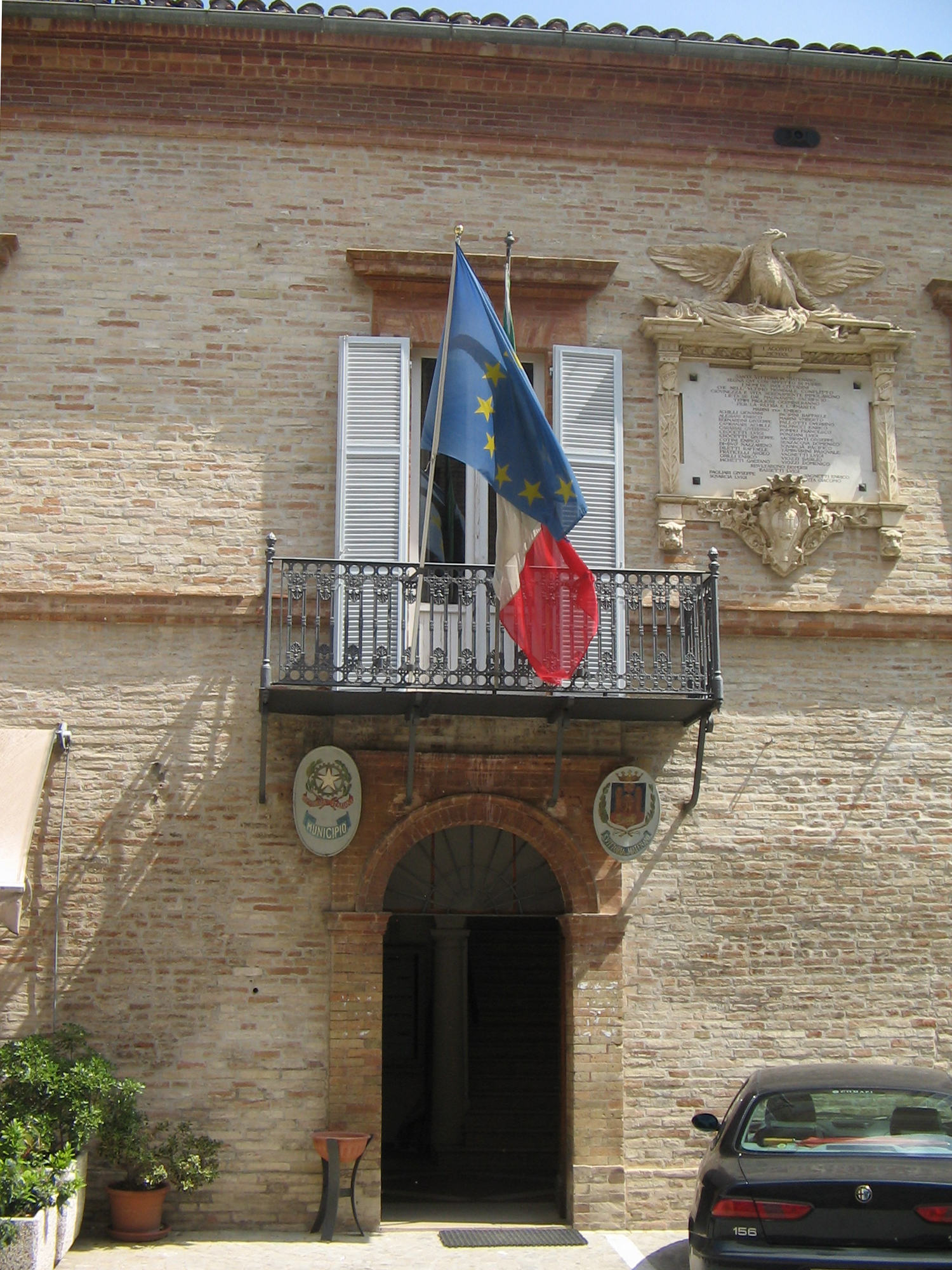
Municipio
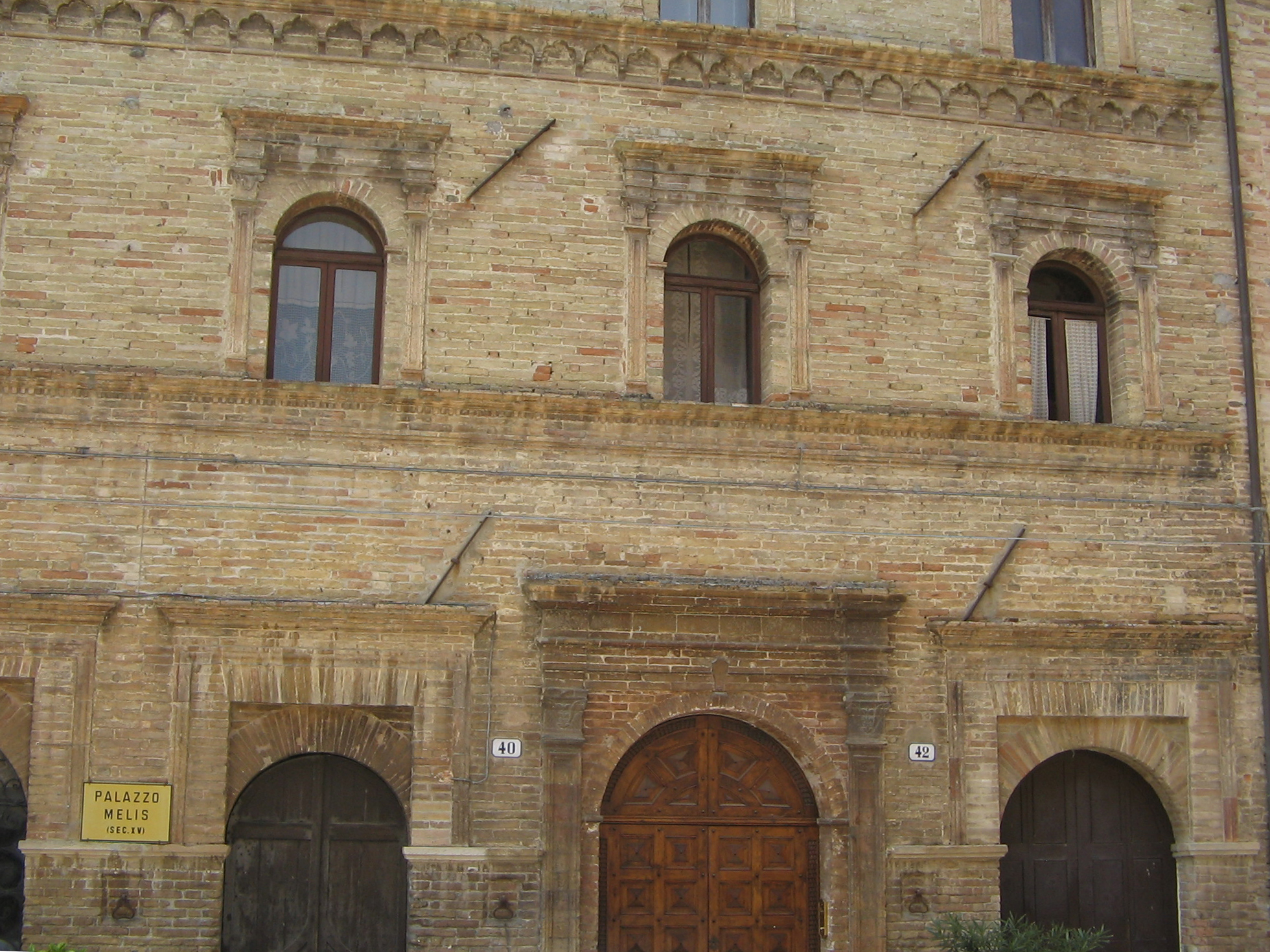
Palazzo Melis
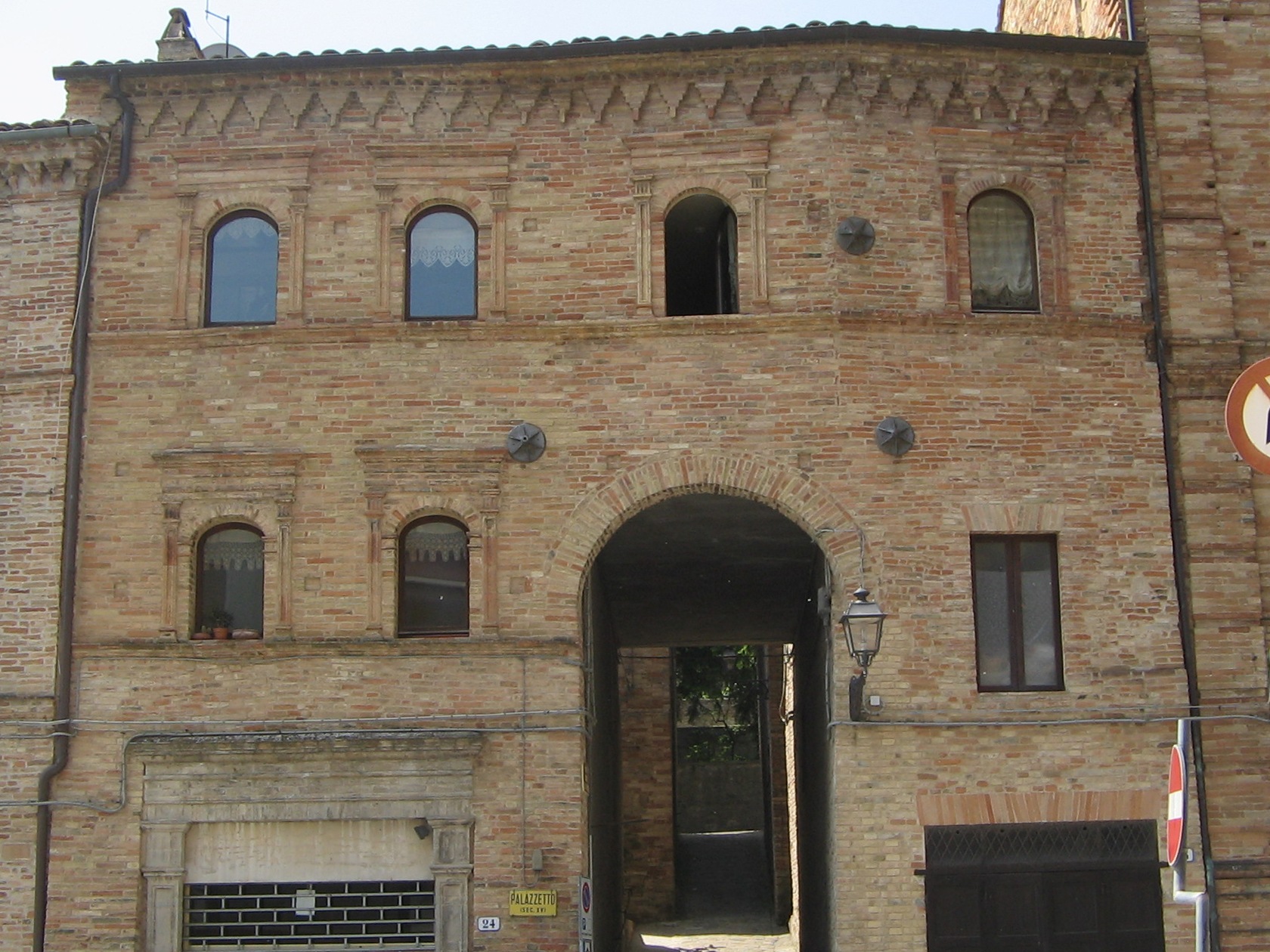
Palazzetto
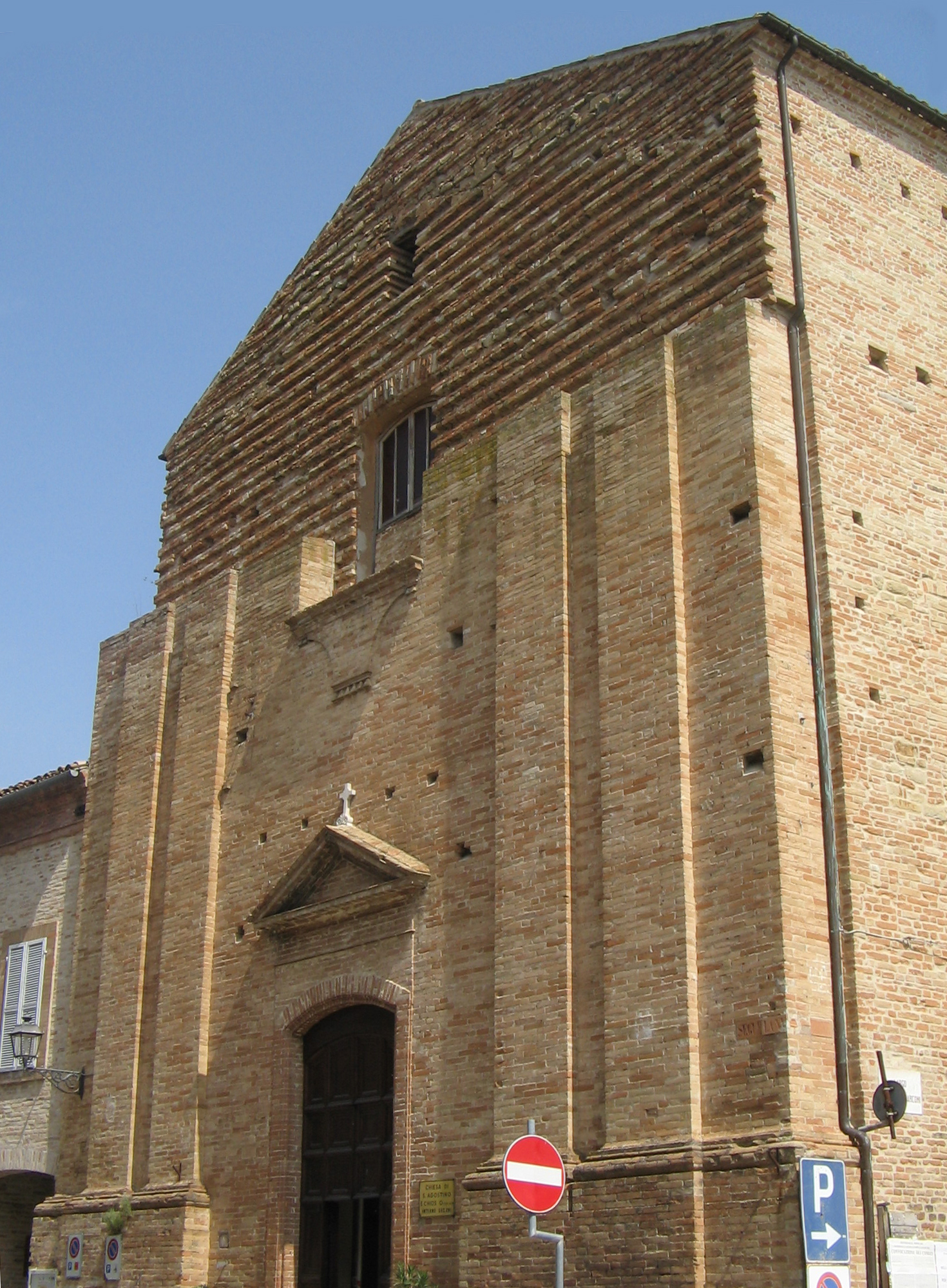
Chiesa di Sant'Agostino
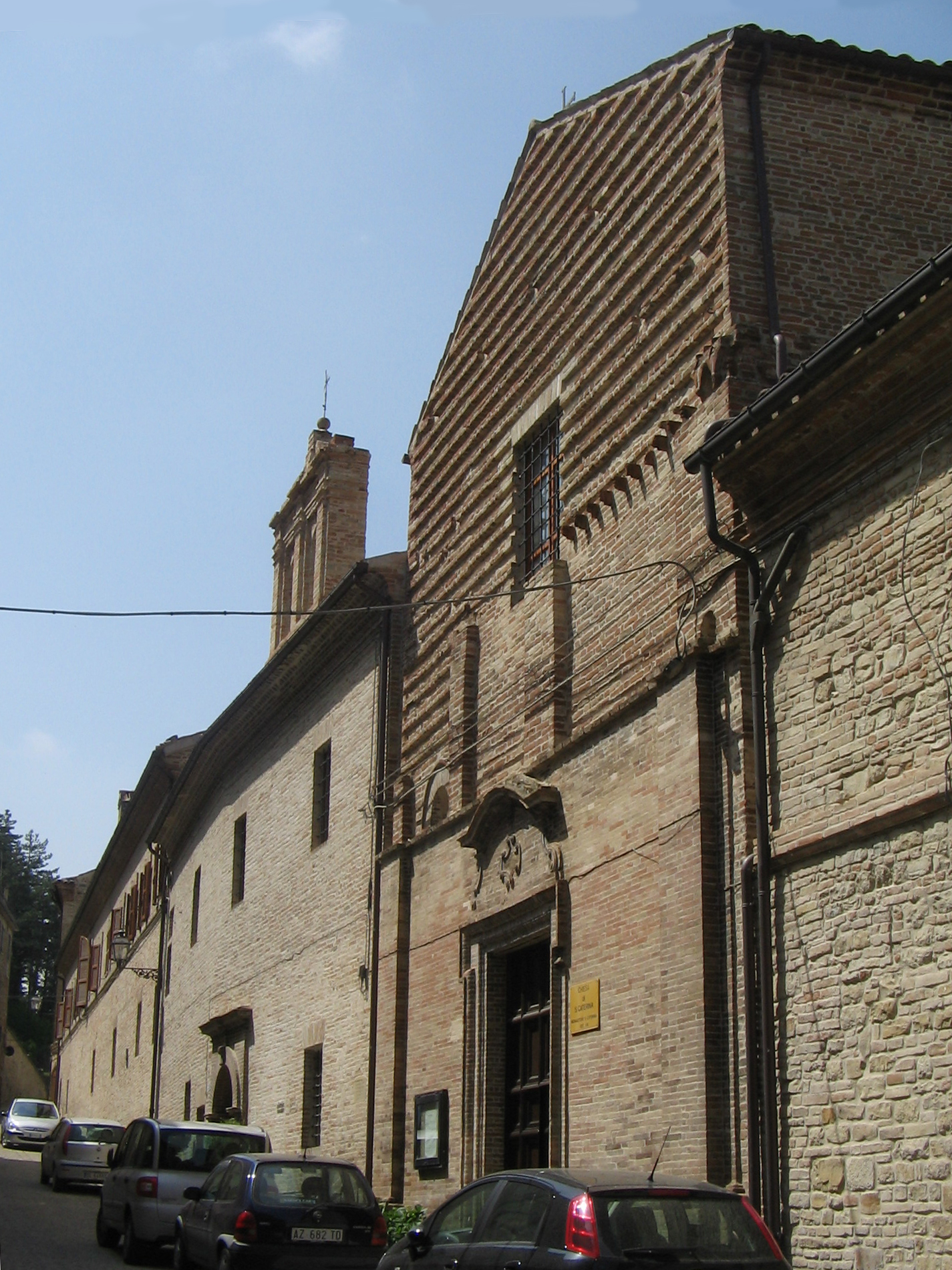
Chiesa di Santa Caterina e Monastero delle Benedettine
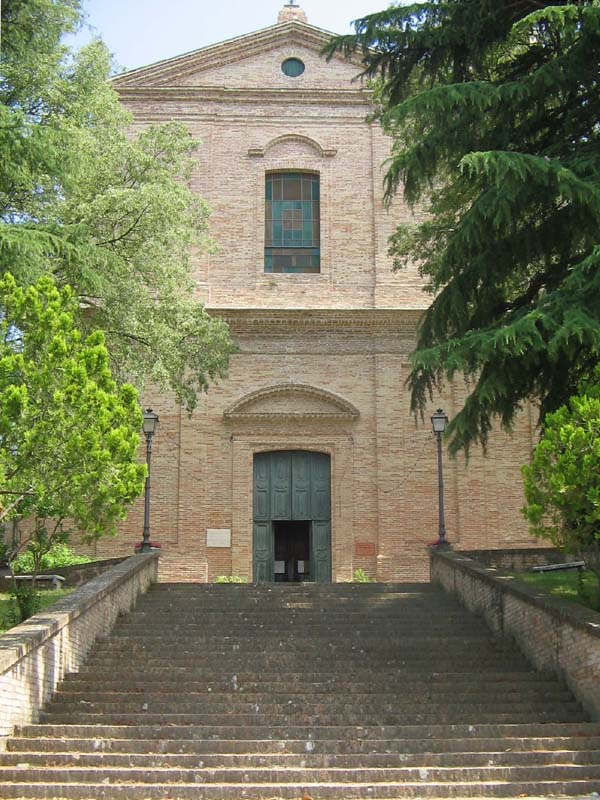
Chiesa Collegiata-Santuario di Santa Vittoria
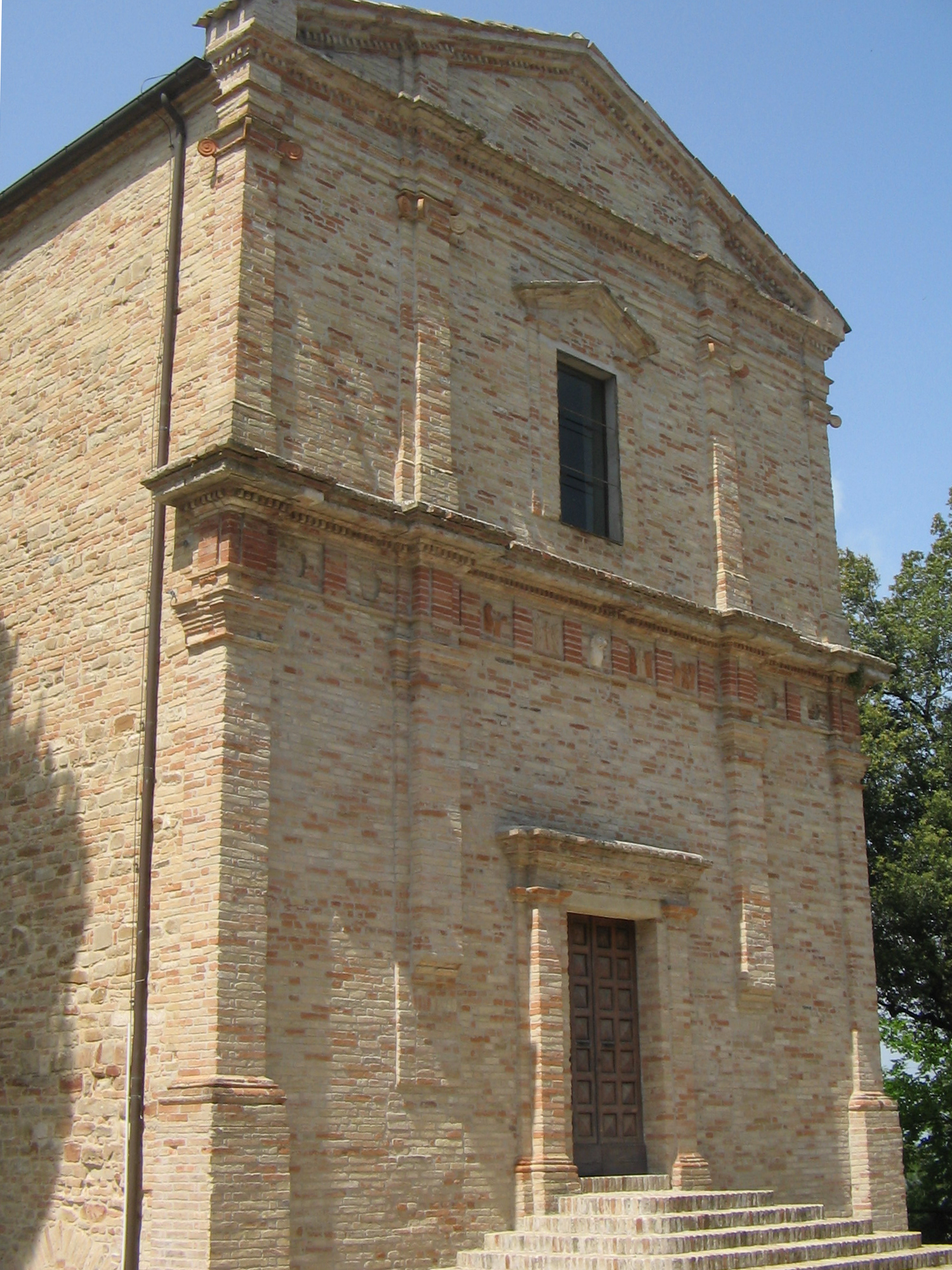
Chiesa della Resurrezione (Cappellone)
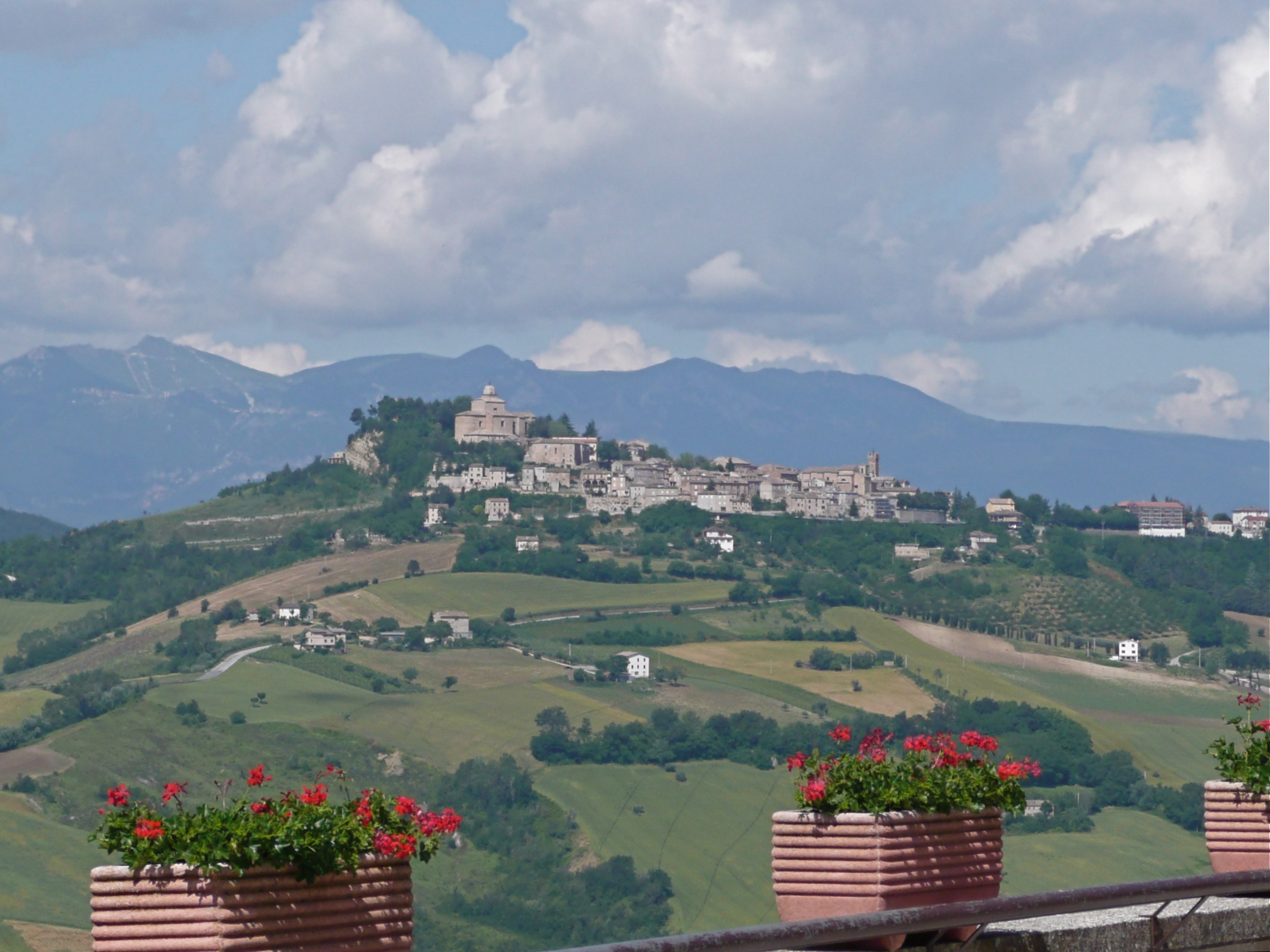
Santa Vittoria in Matenano vista da Montelparo